# Florencja (imię)
Florencja – imię żeńskie pochodzenia łacińskiego. Wywodzi się od słowa oznaczającego "kwitnący, pomyślny".
Męski odpowiednik: Florencjusz
Florencja imieniny obchodzi: 10 listopada i 1 grudnia.
Znane osoby o imieniu Florencja:
- Florence Baverel-Robert
- Florence Green (ur. 1901) – brytyjska weteranka I wojny światowej
- Florence Griffith-Joyner – amerykańska lekkoatletka
- Florence Nightingale – pielęgniarka ze Szkocji
- Florence Pugh – angielska aktorka
- Fiorenza I Sanudo (zm. po 1397) – wenecka władczyni wyspy Milos
- Florence Welch – brytyjska piosenkarka

Zobacz też:
- (3122) Florence